# 救援機車
救援機車又叫補機，是當鐵路列車故障，致使鐵路機車無法自力行駛，用以救援該列車行駛之鐵路機車。
依據臺灣鐵路管理局行車實施細則第一章總則，第二條本細則用語，釋意如左：

二十六. 救援機車：指因本務機車損壞、故障或因故滯留，用以接替該機車行駛之機車。